# گری ویلیامز (بازیکن فوتبال، زاده ۱۹۶۰)
گری ویلیامز (انگلیسی: Gary Williams؛ زادهٔ ۱۷ ژوئن ۱۹۶۰) بازیکن فوتبال اهل بریتانیا است.
از باشگاه‌هایی که در آن بازی کرده‌است می‌توان به باشگاه فوتبال برادفورد سیتی، باشگاه فوتبال استون ویلا، باشگاه فوتبال لیدز یونایتد، باشگاه فوتبال واتفورد، و باشگاه فوتبال والسال اشاره کرد.